# Wahlkampflied
Unter einem Wahlkampflied versteht man ein Lied, das von Sympathisanten einer Partei oder Parteigängern eines Kandidaten als Werbe- und Erkennungslied veröffentlicht wird. Manchmal bedient sich ein Wahlkampfschlager einer einfachen, allgemein bekannten Melodie, um das Nachsingen der Wahlbotschaften zu erleichtern. Sehr häufig wird aber auch ohne Anpassung des Texts auf vorhandene Lieder bekannter Interpreten zurückgegriffen.

## Campaign Songs in den Vereinigten Staaten

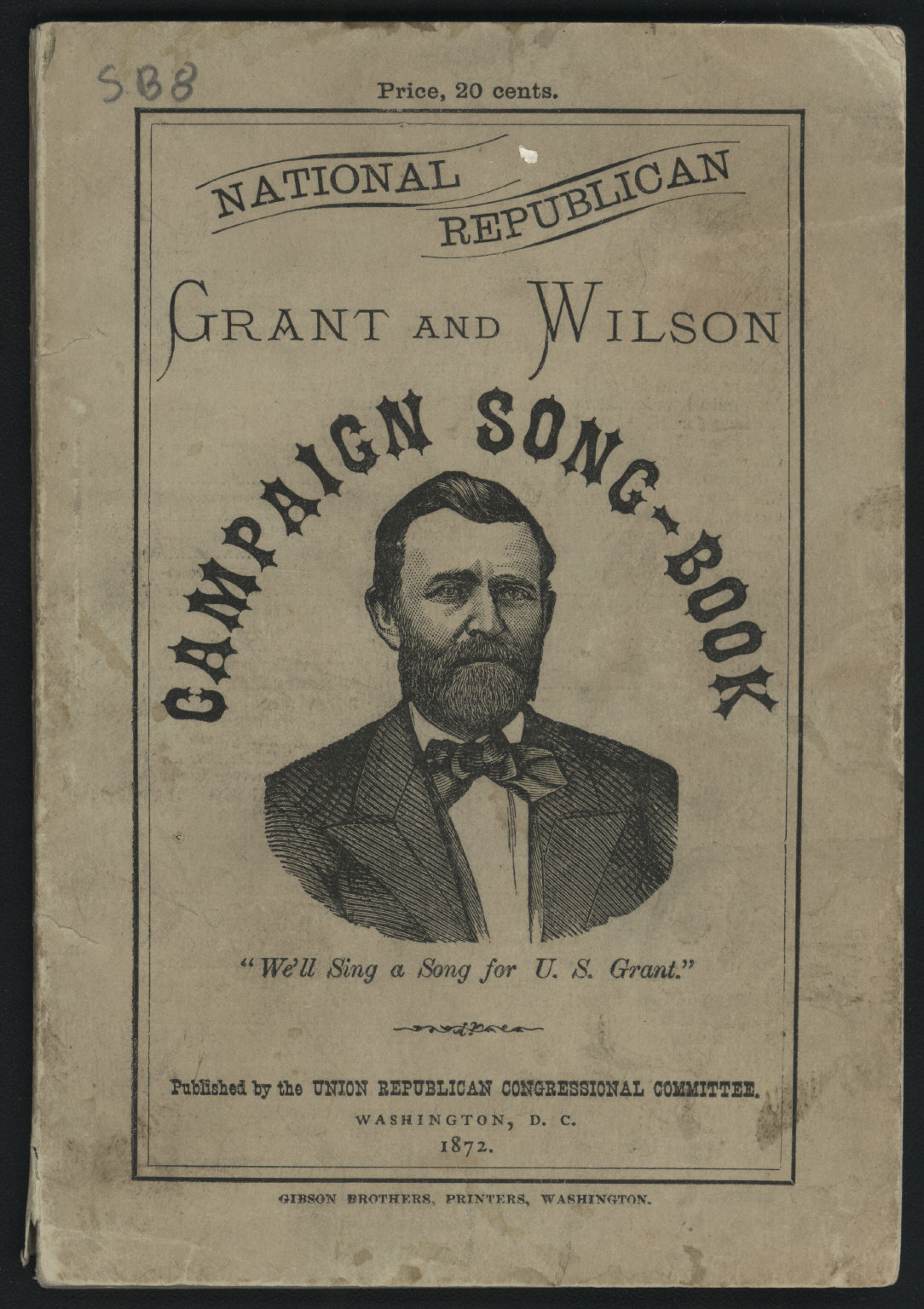
Liederbuch zum Wahlkampf der Präsidentschaftswahlen von 1872 für das „ticket“ des republikanischen Präsidentschaftskandidaten Ulysses S. Grant und seines „running mate“ Henry Wilson

Wahlkampflieder (englisch Campaign Songs) lassen sich in den Vereinigten Staaten bis weit in das 19. Jahrhundert zurückverfolgen. Andrew Jackson wählte das Lied Hunters of Kentucky zu seinem Wahlkampfschlager der Präsidentschaftswahlen 1824, 1828 und 1832. William H. Harrison bediente sich mit seinem Vizepräsidentschaftskandidaten John Tyler bei der Wahl 1840 des Lieds Tippecanoe and Tyler too.
Bis heute verwenden in den Vereinigten Staaten alle Präsidentschaftskandidaten und auch viele Vorwahlkandidaten Campaign Songs, darunter:
- Lincoln and Liberty (Abraham Lincoln, Präsidentschaftswahl 1860)
- Battle Cry of Freedom (Abraham Lincoln, Präsidentschaftswahl 1864)
- Happy Days Are Here Again (Franklin Delano Roosevelt, Präsidentschaftswahl 1932)
- Born in the U.S.A. (Ronald Reagan, Präsidentschaftswahl 1984 – bis Bruce Springsteen Reagan die Verwendung dieses Liedes untersagte)
- Don’t Stop Thinking About Tomorrow (Bill Clinton, Präsidentschaftswahl 1992, ursprünglich von Fleetwood Mac)
- This Land Is Your Land (George H. W. Bush, Präsidentschaftswahl 1988, unter Verwendung eines Liedes von Woody Guthrie)

## Wahlkampfschlager in anderen Ländern
Auch außerhalb der USA sind Wahlkampfschlager gebräuchlich. So benutzte in Deutschland die CDU das Lied Angie von den Rolling Stones in Anspielung auf ihre Spitzenkandidatin Angela Merkel für die Bundestagswahl 2005. Der Liedtext enthält allerdings einige ungeeignete Passagen, wie All the dreams we held so close seemed to all go up in smoke, was übersetzt soviel bedeutet wie All die Träume, die uns so viel bedeuteten, sind in Rauch aufgegangen.
Weiterhin verwendete der österreichische Politiker Heinz-Christian Strache von der FPÖ ein Raplied mit dem Titel Österreich zuerst für seine Kampagne zur Nationalratswahl 2006.
Im Zuge der Präsidentschaftswahl in Simbabwe im Jahr 2008 wurde die Beherrschung des Wahlkampfschlagers des Diktators Robert Mugabe  von Schlägertruppen als Unterscheidungsmerkmal zwischen Anhängern Mugabes und der Opposition angesehen. „Wer den Text nicht beherrschte, dem wurde er mit Knüppeln eingebläut.“

## Belege
1. ↑  “The Hunters of Kentucky”: A Popular Song Celebrates the Victory of Jackson and his Frontier Fighters over the British, 1824. History Matters: The U.S. Survey Course on the Web, abgerufen am 26. Mai 2008 (englisch).
2. ↑  Wolf-Dieter Roth: "All die Träume, die wir einst hatten, sind in Rauch aufgegangen!" heise online, 24. August 2005, abgerufen am 8. Juni 2011.
3. ↑  Wahlkampf: HC rappt in der Nachtschicht. Die Presse.com, 21. August 2006, abgerufen am 26. Mai 2008.
4. ↑  Thomas Scheer, in: FAZ am Sonntag, 29. Juni 2008, S. 11